# Nikolas Winokurow
Nikolas Alexandrowitsch Winokurow (kasachisch Николас Александрович Винокуров, englische Transkription Nicolas Vinokurov; * 7. Juli 2002 in Nizza) ist ein kasachischer Radrennfahrer.

## Sportlicher Werdegang
Als Junior war Winokurow Mitglied der kasachischen Nationalmannschaft und nahm an den Rennen des UCI Men Juniors Nations’ Cup und Weltmeisterschaften teil, ohne sich besonders hervorzutun. Nach dem Wechsel in die U23 fuhr er im ersten Jahr weiter für den UC Monaco, bevor er in der zweiten Saisonhälfte als Stagiaire beim UCI Continental Team Astana City eingesetzt wurde. Zur Saison 2022 wurde er Mitglied im neu gegründeten Astana Qazaqstan Development Team. Bei den nationalen Meisterschaften 2022 und 2023 sicherte er sich jeweils den Titel im Straßenrennen der U23. International machte er in der Saison 2023 durch den zweiten und dritten Platz in der Gesamtwertung der kleinen türkischen Rundfahrten Tour of Van und Tour of Istanbul auf sich aufmerksam.
Zur Saison 2024 wurde Winokurow in das UCI WorldTeam Astana Qazaqstan übernommen.

## Familie

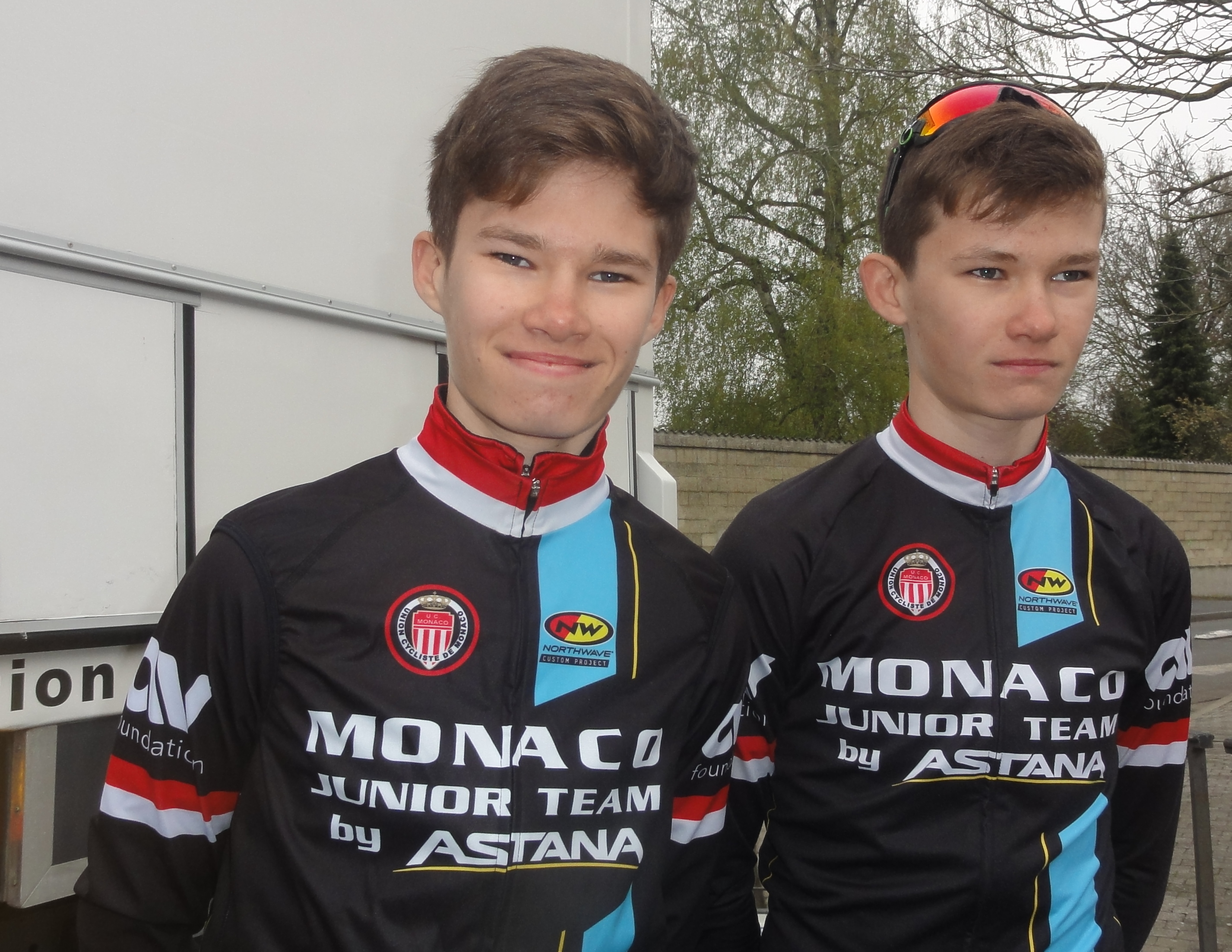
Die Zwillingsbrüder Nikolas und Alexander Winokurow (2019)

Nikolas Winokurow ist der Sohn des ehemaligen Radrennfahrers Alexander Winokurow. Sein Zwillingsbruder Alexander Alexandrowitsch Winokurow ist ebenso Radrennfahrer.

## Erfolge
2022
- Kasachischer Meister – Straßenrennen (U23)
- Asienmeisterschaften – Straßenrennen (U23)

2023
- Kasachischer Meister – Straßenrennen (U23)
- Nachwuchswertung Tour of Van

2024
- Nachwuchswertung Tour of Japan
- Asienmeister – Einzelzeitfahren (U23)

## Grand Tour-Platzierungen
| Grand Tour            | 2024 |
| --------------------- | ---- |
| Giro d’ItaliaGiro     | –    |
| Tour de FranceTour    | –    |
| Vuelta a EspañaVuelta | 128  |